# Erlbach (Fränkische Rezat, Höfstetten)
Der Erlbach ist ein fast neun Kilometer langer Bach im Fränkischen Seenland in den Landkreisen Weißenburg-Gunzenhausen und Roth, der beim Weiler Hohenrad der Kleinstadt Spalt von rechts und Osten der unteren Fränkischen Rezat zufließt.
Einige Kilometer aufwärts mündet im Nachbarkreis beim Kirchdorf Untereschenbach der Kleinstadt Windsbach in gleicher Richtung ein anderer Erlbach ebenfalls in die Fränkische Rezat.

## Geographie

### Verlauf
Der Erlbach entsteht aus zwei Quellen etwa einen Kilometer nordöstlich von Gräfensteinberg im Waldgebiet Tännig im Spalter Hügelland und läuft zunächst etwa anderthalb Kilometer in nordwestlicher Richtung durch den Wald. Gut hundert Meter, bevor er auf die B 466 treffen würde, wendet er sich in einer kleinen Talspinne nach Nordosten, die Bundesstraße folgt ihm von nun an links. Nachdem danach bald der Seitersdorfer Bach von links zugeflossen ist, läuft er in offener Talmulde und passiert dabei die Ortschaften Straßenhaus, Straßenwirthshaus, Gutzenmühle, Neuhof und Obererlbach. In dessen abwärtigem Dorfteil verlässt die Bundesstraße das sich nach rechts wendende Tal, die Talstraße läuft als Staatsstraße St 2723 weiter neben dem ostwärts ziehenden Bach, der nun die Grenze zum Landkreis Roth überquert und Untererlbach durchfließt. Schließlich mündet er nach Unterquerung der aus deren Tal nahenden Staatsstraße St 2223 zwischen Hohenrad und Höfstetten von rechts in die Fränkische Rezat, die hier selbst von Norden heranfließt und an der Mündung nach Osten abknickt.

### Zuflüsse
Genannt sind, in Folge vom Ursprung zur Mündung, die größeren und benannten Zuflüsse auf dem BayernAtlas, siehe den unter Weblinks verlinkten Kartenausschnitt. Längen wurden dort abgemessen.
- (Bach aus dem Grundlos), von links am Rechtsknick südöstlich von Seitersdorf, ca. 1,1 km
- Seitersdorfer Bach, von links wenig vor Straßenwirtshaus, ca. 1,6 km.
- Weiherlinggraben, von rechts bei der Gutzenmühle, ca. 0,9 km.
- Ziegelleitenbach, von links zwischen Neuhof und dem südlichsten Siedlungsblock von Obererlbach, ca. 3,7 km.
- Schwadergraben, von rechts an der Hessenmühle in Obererlbach, ca. 1,6 km.
- Saugraben, von links entlang der Brunnengasse in Obererlbach, ca. 1,7 km.
- Klingleinsgraben, von links entlang der Hohlgasse in Obererlbach, ca. 1,0 km.
- Reichertsgraben, von rechts wenig vor Hohenrad, ca. 1,5 km.